# Travis Ganong
Travis Scott Ganong (ur. 14 lipca 1988 w Truckee) – amerykański narciarz alpejski, srebrny medalista mistrzostw świata.

## Kariera
Specjalizuje się w konkurencjach szybkościowych. Pierwszy raz na arenie międzynarodowej pojawił się 17 grudnia 2003 roku w Mammoth Mountain, gdzie w zawodach FIS Race w slalomie nie ukończył rywalizacji. W lutym 2007 roku brał udział w mistrzostwach świata juniorów w Altenmarkt, gdzie jego najlepszym wynikiem było ósme miejsce w zjeździe. Na rozgrywanych rok później mistrzostwach świata juniorów w Formigal był między innymi czwarty w biegu zjazdowym.
W zawodach Pucharu Świata zadebiutował 28 listopada 2009 roku w Lake Louise, gdzie ne ukończył zjazdu. Pierwsze pucharowe punkty wywalczył 7 marca 2010 roku w Kvitfjell, zajmując 28. miejsce w supergigancie. Pierwszy raz na podium zawodów tego cyklu stanął 28 lutego 2014 roku w Kvitfjell, zajmując trzecie miejsce w zjeździe. W zawodach tych wyprzedzili go jedynie Norweg Kjetil Jansrud oraz Austriak Georg Streitberger. Dziesięć miesięcy później, 28 grudnia 2014 roku w Santa Caterina di Valfurva Ganong odniósł swoje pierwsze pucharowe zwycięstwo wygrywając zjazd. Najlepsze wyniki osiągał w sezonie 2013/2014, kiedy to zajął 23. miejsce w klasyfikacji generalnej, natomiast w klasyfikacji zjazdu był ósmy.
Największy sukces w karierze osiągnął w 2015 roku, kiedy na mistrzostwach świata w Beaver Creek wywalczył srebrny medal w biegu zjazdowym. Rozdzielił tam na podium dwóch reprezentantów Szwajcarii: Patricka Künga oraz Beata Feuza. W tej samej konkurencji był też między innymi piąty podczas igrzysk olimpijskich w Soczi w 2014 roku.

## Osiągnięcia

### Igrzyska olimpijskie
| Miejsce | Dzień     | Rok  | Miejscowość     | Konkurencja | Czas biegu | Strata | Zwycięzca      |
| ------- | --------- | ---- | --------------- | ----------- | ---------- | ------ | -------------- |
| 5.      | 9 lutego  | 2014 | Krasnaja Polana | Zjazd       | 2:06,23    | +0,41  | Matthias Mayer |
| 23.     | 16 lutego | 2014 | Krasnaja Polana | Supergigant | 1:18,14    | + 1,88 | Kjetil Jansrud |
| 20.     | 7 lutego  | 2022 | Pekin           | Zjazd       | 1:42,69    | +1,70  | Beat Feuz      |
| 12.     | 8 lutego  | 2022 | Pekin           | Supergigant | 1:19,94    | +1,43  | Matthias Mayer |

### Mistrzostwa świata
| Miejsce | Dzień     | Rok  | Miejscowość       | Konkurencja | Czas biegu | Strata | Zwycięzca           |
| ------- | --------- | ---- | ----------------- | ----------- | ---------- | ------ | ------------------- |
| 18.     | 9 lutego  | 2011 | Ga-Pa             | Supergigant | 1:38,31    | +3,18  | Christof Innerhofer |
| 24.     | 12 lutego | 2011 | Ga-Pa             | Zjazd       | 1:58,41    | +2,34  | Erik Guay           |
| DNF1    | 9 lutego  | 2013 | Schladming        | Zjazd       | 2:01,32    | -      | Aksel Lund Svindal  |
| DNF     | 5 lutego  | 2015 | Beaver Creek      | Supergigant | 1:15,68    | -      | Hannes Reichelt     |
| 2.      | 7 lutego  | 2015 | Beaver Creek      | Zjazd       | 1:43,18    | +0,24  | Patrick Küng        |
| 14.     | 9 lutego  | 2017 | Sankt Moritz      | Supergigant | 1:25,38    | +1,58  | Erik Guay           |
| 25.     | 12 lutego | 2017 | Sankt Moritz      | Zjazd       | 1:38,91    | +1,59  | Beat Feuz           |
| DNF     | 6 lutego  | 2019 | Åre               | Supergigant | 1:24,25    | -      | Dominik Paris       |
| 26.     | 9 lutego  | 2019 | Åre               | Zjazd       | 1:19,98    | +1,65  | Kjetil Jansrud      |
| 8.      | 11 lutego | 2021 | Cortina d’Ampezzo | Supergigant | 1:19,41    | +0,75  | Vincent Kriechmayr  |
| 12.     | 14 lutego | 2021 | Cortina d’Ampezzo | Zjazd       | 1:37,79    | +1,24  | Vincent Kriechmayr  |

### Mistrzostwa świata juniorów
| Miejsce | Dzień     | Rok  | Miejscowość | Konkurencja | Czas biegu | Strata     | Zwycięzca         |
| ------- | --------- | ---- | ----------- | ----------- | ---------- | ---------- | ----------------- |
| 8.      | 6 marca   | 2007 | Altenmarkt  | Zjazd       | 1:38,41    | +1,12      | Beat Feuz         |
| DSQ     | 8 marca   | 2007 | Altenmarkt  | Supergigant | 1:07,77    | -          | Beat Feuz         |
| 44.     | 9 marca   | 2007 | Altenmarkt  | Gigant      | 2:14,01    | +6,51      | Marcel Hirscher   |
| 11.     | 10 marca  | 2007 | Altenmarkt  | Slalom      | 1:49,45    | +2,40      | Matic Skube       |
| 6.      | 10 marca  | 2007 | Altenmarkt  | Kombinacja  | 22,36 pkt  | +49,13 pkt | Beat Feuz         |
| 4.      | 26 lutego | 2008 | Formigal    | Zjazd       | 1:45,31    | +0,41      | Hagen Patscheider |
| 25.     | 27 lutego | 2008 | Formigal    | Slalom      | 1:29,68    | +3,57      | Marcel Hirscher   |
| 13.     | 28 lutego | 2008 | Formigal    | Supergigant | 1:21,02    | +1,49      | Andreas Sander    |
| DNF1    | 29 lutego | 2008 | Formigal    | Gigant      | 1:57,00    | -          | Marcel Hirscher   |

### Puchar Świata

#### Miejsca w klasyfikacji generalnej
- sezon 2009/2010: 149.
- sezon 2010/2011: 115.
- sezon 2011/2012: 88.
- sezon 2012/2013: 57.
- sezon 2013/2014: 23.
- sezon 2014/2015: 29.
- sezon 2015/2016: 25.
- sezon 2016/2017: 26.
- sezon 2017/2018: 106.
- sezon 2018/2019: 44.
- sezon 2019/2020: 24.
- sezon 2020/2021: 40.
- sezon 2021/2022: 20.
- sezon 2022/2023:

#### Miejsca na podium w zawodach
1. Kvitfjell – 28 lutego 2014 (zjazd) – 3. miejsce
2. Santa Caterina di Valfurva – 28 grudnia 2014 (zjazd) – 1. miejsce
3. Lake Louise – 28 listopada 2015 (zjazd) – 3. miejsce
4. Garmisch-Partenkirchen – 27 stycznia 2017 (zjazd) – 1. miejsce
5. Beaver Creek – 3 grudnia 2021 (supergigant) – 3. miejsce
6. Kitzbühel – 21 stycznia 2023 (zjazd) – 3. miejsce